# César Román
César Román Bolívar Romero, más conocido como César Román, es un actor y cantante venezolano.

## Biografía
Hijo del cineasta César Bolívar y de la escritora Pilar Romero, así que desde muy pequeño ha estado involucrado en el mundo artístico. 
Una de las primeras participaciones en televisión fue en la telenovela Inmensamente tuya a los siete años de edad. A partir de ese momento, no ha parado de trabajar como actor y animador en producciones dramáticas y en programas de corte infantil como El club de los tigritos, vivió en Miami, Estados Unidos, donde participó en las exitosas telenovelas Gata salvaje, Rebeca y Prisionera. Regresó a Venezuela y así ingresó a RCTV donde trabajó en varios dramáticos. Entre sus últimos trabajos destaca su participación en la telenovela de Televen en el año 2016 Piel salvaje, donde interpretó a Roger Aragón de la Rosa.

## Trayectoria

### Telenovelas
- 1998, Jugando a ganar (Venevisión) - Walter Suárez
- 1998 - 1999, El país de las mujeres (Venevisión) - Mojallito
- 1999, El poder de géminis (Venevisión) - Marcelino y Marcelo
- 1999 - 2000, Toda mujer (Venevisión) - Moisés Cordido
- 2001, Más que amor, frenesí (Venevisión) - Pablo
- 2002 - 2003, Gata salvaje (Venevisión) - Imanol Islas
- 2003, Rebeca (Venevisión) - Beto García
- 2004, Prisionera (Telemundo) - Luis "Lucho" Villa
- 2004 - 2005, Negra consentida (RCTV) - Omar Abdul
- 2005, Ser bonita no basta (RCTV) - Ramón Seijas Ramses
- 2006, Por todo lo alto (RCTV) - Zarataco
- 2007 - 2008, Aunque mal paguen (Venevisión) -  Andrés
- 2008 - 2009, Somos tú y yo  (Venevisión) - Luis Miguel
- 2009 - 2010, Tomasa Tequiero (Venevisión) - Oswaldo Bustamante
- 2014, La virgen de la calle (Televen) - Piraña
- 2014, Nora (telenovela)  (Televen) - Alexis José "Mayimbe" Rojas
- 2016, Piel salvaje (Televen) - Roger Aragón de la Rosa
- 2017, La fan (Telemundo) - Alejandro Díaz
- 2017, Prueba de fe (Televen) - Marcos
- 2017, Sangre de mi tierra (Telemundo) - Peter
- 2018, Mi familia perfecta (Telemundo) - Padre Leopoldo
- 2024, Sed de venganza (Telemundo) - Arredondo[1]

### Largometrajes
- 1986, De mujer a mujer
- 1990, Cuchillos de fuego
- 1998, Muchacho solitario